# Arshid Azarine
 (avril 2018).
Arshid Azarine est un pianiste de jazz franco-iranien, chanteur et compositeur dans le genre « jazz persan ». Il est également médecin radiologue reconnu internationalement spécialisé en imagerie cardiovasculaire, impliqué dans le soin, l'enseignement et la recherche et investi dans l'humanitaire. 

## Biographie

### Jeunesse et débuts
Arshid Azarine découvre la musique durant son enfance à Téhéran. Il commence le piano à l’âge de neuf ans sous l’enseignement de Romano der Abrahamian et d’Aghdas Pourtorab ,,.
Après une formation au piano classique, il se prend d’amour pour le jazz lors de ses études de médecine à Paris. Il forme alors un groupe de jazz fusion avec ses amis étudiants, nommé Carré des Lombes. Le groupe gagne rapidement en notoriété et se produit dans plusieurs clubs jazz de la capitale, et notamment ceux de la rue des Lombards.
Dans les années 1990, il retourne peu à peu en Iran et renoue avec des musiciens sur place. Il insuffle alors une nouvelle énergie à la scène jazz persane, le courant musical se faisant rare à l’époque dans sa ville natale,.

### Azarine 6 et MAH (2000-2010)
En 2000, il fonde le sextuor Azarine 6, groupe de jazz fusion multiculturel toujours actif aujourd’hui. Le groupe, dont la composition change au fil du temps se caractérise par l’éclectisme de ses membres.
En effet, la formation mêle tour à tour musiciens et chanteurs de jazz, artistes pratiquant la musique ethnique, poètes ou romanciers mais aussi danseurs soufis et de flamenco.
Actuellement la formation du groupe est la suivante : on y trouve Stéphane Mouchabac au saxophone, Jean-Baptiste Lecanu à la basse, Nicolas Bezins à la trompette, Assen Tzankov à la batterie, Arshid Azarine au piano et des invités divers au chant .
En 2009, il se lance dans un nouveau projet sous la forme du trio irano-péruvien MAH ("lune" en persan) accompagné du percussionniste et flûtiste Habib Meftah Bouchehri (en) et de Marcos Arrietta chanteur, guitariste et compositeur d'origine péruvienne,.

### Persian Sketches for Piano(2011-2013)
En 2011, après une rencontre avec son éditeur Melmax, il réalise un album composé de ses créations de solo auxquels s’ajoutent quelques improvisations.
Cet ensemble de morceaux donnera en 2013 l’album Persian Sketches for Piano ,.
L'artwork de la pochette de l'album est réalisé par Jean-Michel Ponzio.
Le titre Fleur de chair présent sur l'album est inspiré par le film de L'Étoile de mer (film, 1928) de Man Ray, d'après un poème de Robert Desnos, au sein duquel on trouve la phrase "Belle comme une fleur de chair".
Le morceau Full Moon Dream est quant à lui inspiré de Shabaneh d'Esfandiar Monfaredzadeh (en) lui-même composé d'après le poème éponyme d'Ahmad Shamlou.

### Arshid Azarine Trio etHaft Djân(2013-2018)
En 2013, Arshid fonde un second trio, le Arshid Azarine Trio, accompagné de Habib Meftah Bouchehri au chant et aux percussions et de Hervé de Ratuld à la basse.
Le projet du groupe intitulé « 7 Djan » (« 7 vies » en persan) s’inspire du conte initiatique La Conférence des oiseaux écrit par le grand poète persan soufi du XIIe siècle Farid al-Din Attar.
L'album paraît fin 2015. Les morceaux nous entraînant dans un voyage parmi les 7 vallées du conte à la recherche du Simurgh, chacune des 7 vallées (la quête, la connaissance, l’amour, l’unicité, la perplexité, le détachement, la mort et la pauvreté) étant caractérisé par une ambiance musicale particulière.
La pochette de l'album est réalisé par le photographe iranien Kaveh Seyed Hosseini et représente des oiseaux volant ensemble sur la mer Caspienne et dessinant dans le ciel un 7 en chiffre arabe.
Le morceau Le Rossignol et la Fleur de Chaire deuxième morceau de l'album est réalisé en collaboration avec la Mezzo Soprano Ariana Vafadari au chant.
La chanson P.N est elle réalisée en collaboration avec la chanteuse Niaz Nawab.
En 2016, il invente et organise à Paris le festival "Printemps du Jazz Persan" qui rassemble des jazzmen iraniens. 
Le 26 février 2017, paraît en Iran sur le label Hermes Records, Haft Djân un album composé de l’intégralité des titres de Persian Sketches for Piano ainsi que de deux inédits.
Le 15 mars 2018, le trio joue à la philharmonie de l'Elbe à Hambourg.
Quatre jours plus tard le 19, veille de Norouz (le nouvel an perse) le groupe se produit à La Seine musicale à l'occasion du printemps du jazz persan en compagnie de Makan Ashgvari, Ariana Vafadari et Amir Rafaati.

### Arshid Azarine & Friends et Sing Me a Song (Depuis 2019)
En juin 2019, Arshid participe au festival Jazz à la Défense, à Paris, avec son groupe Arshid Azarine Trio. 
Quelques jours plus tard, il sort son nouveau projet musical, l'album "Sing Me a Song" sur le label Ohrwurm Records. L'album est signé Arshid Azarine & Friends car on peut retrouver un invité vocal d'origine iranienne différent sur chacun des 9 morceaux qui le composent. Il rassemble donc autour d'un message, "Chante moi une chanson", plusieurs générations d'artistes provenant de diasporas iraniennes différentes (Paris, Londres, Los Angeles) : de Roya Arab (Archive) à Niaz Nawab ou Sussan Deyhim, Makan Ashgvari et même sa maman, Moki Azarine, qui déclame un poème de sa composition. Sur certains titres, on retrouve également l'Arshid Azarine Trio et  le sextet Azarine 6. 
À l'occasion de la sortie de cet album, il organise un concert unique à Paris au New Morning le 4 novembre 2019 où il invite 16 musiciens et un conteur, tous d'origine iranienne,. 
Le clip de "Tchisti" sorti le 29 novembre 2020 est réalisé par l'artiste iranienne Sarah Tabibzadeh dans un style d'aquarelles animées. 

## Collaborations
En 2013, il collabore avec l’artiste iranien King Raam (en) à la réalisation d’une chanson intitulée Where does the love go ?.
L’année suivante en 2014, il réalise avec la chanteuse iranienne Sussan Deyhim (en), le titre Marabeboos pour la compilation Décamper du label Nuun Records. Ce disque accompagne le livre éponyme de Samuel Lequette et Delphine Legros, dont l’intégralité des bénéfices est reversé à la Plateforme de Service aux Migrants . Il donnera aussi dans le cadre de ce projet un concert caritatif à la Halle aux Sucres de Dunkerque en décembre 2016.

## Engagements caritatifs
Arshid Azarine est aussi engagé aux côtés de l’association La chaîne de l'espoir pour laquelle il exerce tout au long des années 2000, le rôle de coordinateur du département de radiologie de la FMIC (French Medical Institute for Children (en)) de Kaboul, hôpital construit grâce à la générosité et aux donations des français à la Chaîne de l’espoir. Il a donné également de nombreux concerts dont les bénéfices ont été reversés à la Zanjireh Omid Foundation qui finance des opérations chirurgicales d’enfants démunis en Iran.

## Discographie

### Productions
Arshid Azarine a été coproducteur sur la plupart de ces albums et titres et producteur sur d’autres projets musicaux notamment pour l’album Safar du Solouk Duo, duo composé de Habib Meftah Bouchehri et Shahram Gholami (en)